# Rychlostní silnice S17 (Polsko)

Trasa Varšavského východního obchvatu, který bude označen jako rychlostní silnice S17.

Rychlostní silnice S17 je polská rychlostní silnice, která bude spojovat po svém dokončení Varšavu a Lublin s Ukrajinou přes hraniční přechod Hrebenne/Rava-Ruska. Její celková délka bude 310 km, z toho je 155 km postavených v plném profilu a 2 km v polovičním profilu. Ve výstavbě je 38 km. Bude po ní vedena evropská silnice E372. První úsek mezi rychlostní silnicí S8 a dálnicí A2 bude součástí Varšavského východního obchvatu.

## Úseky v provozu

### Kołbiel – Garwolin
Úsek má délku 13 km. Úsek byl otevřen 23. prosince 2019.

### Obchvat Garwolina
Úsek má délku 12,8 km. Byl otevřen 26. září 2007.

### Garwolin – hranice Mazovského vojvodství a Lublinského vojvodství
Úsek má délku 25,2 km. Úsek byl otevřen 4. července 2019.

### Hranice Mazovského vojvodství a Lublinského vojvodství - křižovatka Skrudki
Úsek má délku 20,17 km Uvedení do provozu proběhlo ve dvou termínech:
- hranice vojvodství - křižovatka Ryki Północ byl uveden do provozu 4. července 2019
- Křižovatka Ryki Północ - křižovatka Skrudki byl uveden do provozu 6. září 2019.

### Skrudki - Kurów Západ
Úsek má délku 13,2 km. Úsek byl otevřen 19. června 2019.

### Kurów Zachód - Lublin Sławinek
Úsek má délku 32,4 km. Úsek byl celý uveden do provozu v roce 2014.

### Obchvat Lublinu
Úsek má délku 23 km. Celý byl uveden do provozu v roce 2014.

### Lublin Felin - Piaski Wschód
Úsek má délku 18,0 km. Celý úsek byl uveden do provozu v roce 2013.

### Úseky neoznačené jako rychlostní silnice S17
- Hrebenne - obchvat